# Henri Moline
Henry Moline (Nimes, 8 d'octubre de 1934 - Banhòus (Gard), 7 de juliol de 2003) va ser un director i un enginyer de so occità.

## Biografia
Després d'estudiar matemàtiques superiors a Nimes, Henri Moline va fer cursos a l'Escola Nacional de Fotografia i Cinematografia (secció de so, promoció 1958). Es va convertir en un tècnic reconegut en aquest càrrec a França i va col·laborar especialment amb William Klein, Michel Deville i Maurice Pialat. Va participar en el naixement del cinema africà posterior a la independència, filmant diverses vegades amb Ousmane Sembène i Med Hondo. També treballa a la televisió en nombroses sèries com a enginyer de so.
Fou creador de l'associació Cinema occitan, va realitzar diversos curtmetratges entre 1970 i 1990.
La seva pel·lícula L'aubre vielh, amb Marcela Delpastre i Jan dau Melhau, produïda i editada per Jean Fléchet, va obtenir el 1979 el César al millor curtmetratge documental.

## Filmografia
Enginyer de so
- 1966 : L'Âge heureux de Philippe Agostini
- 1968 : L'Enfance nue de Maurice Pialat
- 1969 : Muhammad Ali, the Greatest de William Klein
- 1970 : Nous n'irons plus au bois de Georges Dumoulin
- 1970 : Le Soldat Laforêt de Guy Cavagnac
- 1972 : L'Étrangleur de Paul Vecchiali
- 1972 : La Nuit bulgare de Michel Mitrani
- 1977 : Le Couple témoin de William Klein
- 1977 : Marche pas sur mes lacets de Max Pécas
- 1980 : L'Orsalhèr de Jean Fléchet
- 1980 : Le Voyage en douce de Michel Deville

Director
- 1970 : Luberon, mars 70
- 1971 : Tocant l’auripa
- 1972 : Complexes
- 1974 : Jòrgi Reboul, a trets, un jorn que bufava lo mistral, diffusé sur le réseau national de France 3 le Plantilla:Date-.
- 1974 : Déclaration de candidature à la présidence de la république de Robert Lafont (non monté resté en archives)
- 1975 : Nous sommes en vacances
- 1978 : L'Arbre vieux
- 1980 : François Marty, cardinal
- 1986 : Tadjoura la blanche
- 1987 : Léon Cordes
- 1989 : Point d’interrogation
- 1990 : Communiquer quand même